# Salh d'Escola
Salh d’Escola (dont le prénom est parfois aussi orthographié Sail ou Saill) est un troubadour périgourdin de la fin du XIIe siècle, originaire de Bergerac. Une seule de ses chansons a été préservée, Gran esfortz fai qui chanta ni.s deporta.

## Biographie
La signification du nom de Salh d’Escola a suscité un certain nombre de spéculations et d'hypothèses chez les romanistes, qui y voient un sobriquet. Selon Alfred Jeanroy, sa signification pourrait se traduire par « transfuge de l'école », alors qu'Antoine Thomas opte pour « échappé de l'école ». Clovis Brunel, qui en fournit une interprétation similaire (« Je sors d'école »), estime qu'il s'agirait « d'une raillerie à l'égard de qui montre des manières pédantes ». Pour Geneviève Brunel-Lobrichon, ce nom, qu'elle traduit par « maître d'école », pourrait lui venir « d'un ancêtre ou d'un trait de son caractère ».

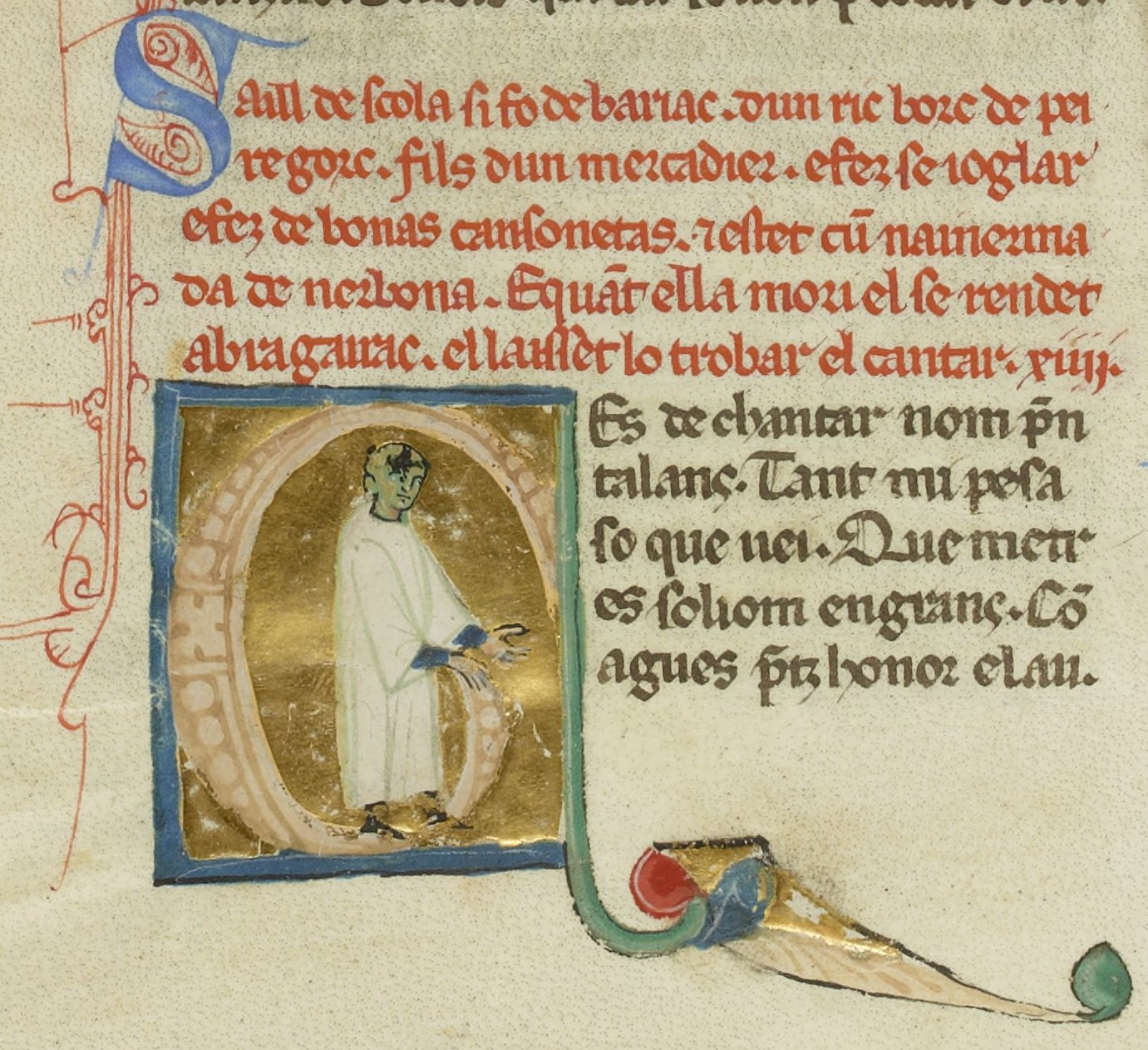
Enluminure représentant Salh d’Escola dans un chansonnier du XIIIe siècle, surmontée de sa vida (texte en rouge)

Les détails de la vie de Salh d'Escola sont connus par deux sources, l'une contemporaine, l'autre plus tardive. La première est le sirventès Pos Peire d'Alvernh' a chantat, la chanson la plus célèbre du Monge de Montaudon, composée vers 1195, dans laquelle l'auteur présente une galerie de troubadours contemporains qu'il critique tour à tour, parmi lesquels figurent Salh d’Escola. Selon le  Moine : 

« Salh d'Escola [...] de jongleur s'est fait bourgeois / à Bergerac où il achète et revend / et quand il a vendu ses équipements / il s'en va ensuite en Narbonnais avec un chant faux comme présent. »

 

La seconde source, plus tardive, est une très courte vida (biographie) anonyme de Salh rédigée au XIIIe siècle, qui s'inspire probablement en grande partie, si ce n'est exclusivement, de la chanson du Moine de Montaudon. D'après ce biographe anonyme : 

« Salh d'Escola fut de Bergerac, d’un puissant bourg du Périgord ; il était fils d’un marchand. Et il se fit jongleur, et composa de bonnes chansonnettes. Il résida auprès de Dame Ermengarde de Narbonne; et lorsqu’elle mourut, il se rendit à Bergerac et abandonna l’art de « trouver » et le chant,. »

Son inclusion dans la « fameuse galerie satirique de troubadours » du Moine de Montaudon (Pos Peire d'Alvernh' a chantat) indique que Salh bénéficiait déjà vers 1195 d'un certain prestige.

## Œuvre
Une seule canso (chanson) attribuée de façon incontestée à ce troubadour a été conservée, Gran esfortz fai qui chanta ni.s deporta, préservée uniquement dans le « manuscrit C », un chansonnier élaboré au XIVe siècle dans la région narbonnaise.
Certains manuscrits reconnaissent à Salh d'Escola la paternité de trois autres chansons, mais un plus grand nombre désignent d'autres troubadours comme auteurs de ces mêmes œuvres. Il s'agit de De ben gran joia chantera de Guilhem Ademar, Ges de chantar no·m pren talans de Bernard de Ventadour et Manta gent fas meravelhar de Pistoleta (en).